# Hermann Nehlsen (Schauspieler)
Hermann Nehlsen, auch Hermann Nelsen, Herman Nelsen oder Henry Danby, (* 30. Januar 1916 in Kiel; † nach 1970) war ein deutscher Schauspieler und Hörspielsprecher.

## Leben
Nehlsen hatte eine kaufmännische Ausbildung und anschließend in Berlin eine künstlerische Ausbildung an der Staatlichen Schauspielschule erhalten. Seit 1937 folgten Verpflichtungen an Bühnen in Hamburg und Berlin, ehe der Kieler bei Kriegsausbruch 1939 zur Wehrmacht eingezogen wurde. Trotz Bühnenengagements in Osnabrück und Breslau blieb Nehlsen bis kurz vor Kriegsende eingezogen. Nach 1945 setzte er seine Theaterarbeit fort. Nehlsen spielte in den späten 1940er Jahren am Deutschen Theater in Göttingen, ab 1954 an den Städtischen Bühnen Frankfurt. Hier verkörperte er den „Valentin“ in Shakespeares Was ihr wollt, den „Philippeau“ in Büchners Dantons Tod, den „Alexander Farnese“ in Schillers Don Carlos sowie den „2. Panzerreiter“ in Brechts Der kaukasische Kreidekreis.
Eine frühe Filmrolle erhielt Nehlsen in Harald Brauns Nachtwache, dem ersten religiösen Spielfilm der Bundesrepublik mit Hans Nielsen, Luise Ullrich und Dieter Borsche in den Hauptrollen. Da das Drama von Hans Abich und Rolf Thiele mit der Filmaufbau GmbH Göttingen produziert wurde, wurde ein Großteil des damaligen Theaterensembles des DT Göttingen für die Nebenrollen engagiert, so auch Nehlsen und Peter Paul.
In seiner fast zwanzig Jahre umspannenden Karriere vor der Kamera wirkte Nehlsen in Filmen verschiedener Genres mit: Er spielte in Komödien wie Géza von Cziffras Mädchen mit schwachem Gedächtnis mit Peter Weck und Heinz Erhardt, Liebesfilmen wie Mit Rosen fängt die Liebe an, in dem er neben Ingmar Zeisberg die männliche Hauptrolle spielte, Kriegsfilmen wie Werner Klinglers Blitzmädels an die Front nach Hans Hellmut Kirst und Abenteuerfilmen wie In der Hölle ist noch Platz. Einem breiten Publikum wurde Nehlsen vor allem durch seine Mitwirkung in drei von Ernst Ritter von Theumer produzierten Filmen bekannt. Die deutsch-italienischen  Italowestern Mögen sie in Frieden ruh’n und Rocco – der Einzelgänger von Alamo sowie der deutsch-spanische Horrorfilm Das Geheimnis der Todesinsel zeichnen sich durch harte Darstellungen aus. Besonders der von Carlo Lizzani inszenierte Western Mögen sie in Frieden ruh'n fand ein breites Medienecho, nicht zuletzt wegen seiner politischen Komponente und der Mitwirkung des Star-Regisseurs Pier Paolo Pasolini als aufständischem Priester.
Überdies arbeitete Nehlsen in den 1950er Jahren umfangreich als Sprecher für Hörspielproduktionen.
Hermann Nehlsen war ab 1957 vorübergehend mit der 20 Jahre jüngeren Schauspielerin Susanne Cramer verheiratet.

## Filmografie (Auswahl)
- 1949: Hallo! Sie haben Ihre Frau vergessen!
- 1949: Nachtwache
- 1952: Fritz und Friederike
- 1956: Mädchen mit schwachem Gedächtnis
- 1957: Mit Rosen fängt die Liebe an
- 1957: Frauenarzt Dr. Bertram
- 1958: Blitzmädels an die Front
- 1960: Meine Frau für eine Stunde (TV-Film)
- 1961: In der Hölle ist noch Platz
- 1962: Camp der Verdammten
- 1963: Interpol (Fernsehserie) : Der Trick mit dem Schlüssel
- 1964: Der Satan mit den roten Haaren
- 1965: Scharfe Schüsse auf Jamaika (A 001: operazione Giamaica)
- 1967: Das Geheimnis der Todesinsel
- 1967: Mögen sie in Frieden ruh’n (Requiescant)
- 1967: Rocco – der Einzelgänger von Alamo (Ballata per un pistolero)
- 1967: Perry Rhodan – SOS aus dem Weltall (4… 3… 2… 1 morte)
- 1968: Agilok und Blubbo
- 1970: Gestern gelesen: Der Bomber (TV-Serie)

## Hörspiele (Auswahl)
- 1950: Haus des himmlischen Entzückens, nach Joseph Conrad, Regie: Theodor Steiner, HR.
- 1951: Septembergewitter, Regie: Irmfried Wilimzig, HR.
- 1951: Weizen, nach Günter Eich, Regie: Fränze Roloff, HR.
- 1951: Spanische Hochzeit, Regie: Fränze Roloff, HR.
- 1952: Die Bürger von Calais, nach Georg Kaiser, Regie: Wilm ten Haaf, HR.
- 1952: Caesar und Cleopatra, nach George Bernard Shaw, Regie: Theodor Steiner, HR.
- 1952: Das Lied in der Steppe, Regie: Fränze Roloff, HR.
- 1953: Malmgreen, Regie: Hanns-Ludwig Wiechmann, HR.
- 1953: Ich begegne meiner Frau (Ein Tag wie sonst), nach Heinrich Böll, Regie: Fritz Schröder-Jahn, NWDR Hamburg.
- 1953: Sabeth, nach Günter Eich, Regie: Fränze Roloff, HR.
- 1954: Finale letzter Akt, Regie:  Mathias Neumann, HR.
- 1954: Schlafwagen Pegasus, nach Thornton Wilder, Regie: Hermann Wenninger, HR.
- 1954: Camino Real, nach Tennessee Williams, Regie: Fritz Schröder-Jahn, HR.
- 1954: Das Lamm der Armen, nach Stefan Zweig, Regie: Fränze Roloff, HR.
- 1954: Das hessische Weihnachtsspiel, Regie: Hanns-Ludwig Wiechmann, HR.
- 1956: Adams Garten, Regie: Willy Purucker, BR.